# Lawmen : L'Histoire de Bass Reeves
Production
Diffusion
Lawmen : L'histoire de Bass Reeves (Lawmen: Bass Reeves) est une série télévisée américaine en huit épisodes créée par Chad Feehan. Il s'agit d'une adaptation des livres Follow the Angels, Follow the Doves: The Bass Reeves Trilogy, Book One et Hell on the Border: The Bass Reeves Trilogy, Book Two de Sidney Thompson (en) consacrés à Bass Reeves, premier Noir membre des US Marshals.
La série est diffusée sur Paramount+ dès le 5 novembre 2023. 

## Synopsis
Agent fédéral de la paix du « Territoire indien » basé à Fort Smith dans l'Arkansas, Bass Reeves capture plus de 3 000 criminels parmi les plus dangereux sans jamais être blessé. Il est ainsi le premier Noir à intégrer le United States Marshals Service.

## Distribution

### Personnages principaux
- David Oyelowo (VF : Jean-Baptiste Anoumon) : Bass Reeves
- Lauren E. Banks (VF : Aurélie Konaté) : Jennie Reeves
- Demi Singleton (VF : Amélia Ewu) : Sally Reeves
- Forrest Goodluck : Billy Crow
- Barry Pepper (VF : David Krüger) : Esau Pierce
- Dennis Quaid (VF : Bernard Lanneau) : l'US Marshal Sherrill Lynn
- Grantham Coleman (VF : Jean-Michel Vaubien) : Edwin Jones
- Donald Sutherland (VF : Philippe Catoire) : le juge Isaac Parker

### Récurrents
- Joaquina Kalukango : Esme
- Lonnie Chavis : Arthur Mayberry
- Rob Morgan (VF : Rody Benghezala) : Ramsey
- Justin Hurtt-Dunkley : Ike Rogers
- Sekou Goodson : Newland Reeves
- Saveah Goodson : Alice Reeves
- Sanaya Goodson (VF : Elsa Davoine) : Harriet Reeves
- Heather Kafka : Florence Hammersley

### Invités
- Shea Whigham (VF : Julien Kramer) : le colonel George R. Reeves
- David Lee Smith : le général Earl Van Dorn
- Margot Bingham (VF : Annie Milon) : Sara Jumper
- Crystle Lightning : Nita
- Garrett Hedlund (VF : Arnaud Léonard) : Garrett Montgomery
- Paula Malcomson : Mabel Underwood
- Chris Coy : Wylie Dolliver
- Dale Dickey (VF : Cathy Cerdà) : Widow Dolliver
- Blu Hunt (VF : Adeline Chetail) : Calista
- Brian Van Holt (VF : Jérémie Covillault) : Braxton Sawyer

 Source et légende : version française (VF) sur RS Doublage

## Production

### Genèse et développement
En 2021, Taylor Sheridan développe une série télévisée sur Bass Reeves avec David Oyelowo dans le rôle principal. En mai 2022, la série est commandée par Paramount+ et provisoirement intitulée 1883: The Bass Reeves Story et est ainsi présentée comme un spin-off de 1883, elle-même liée à Yellowstone mais il a depuis été confirmé qu'il n'aurait plus lieu dans l'univers de Yellowstone,. Le scénario est en partie basé sur les deux premiers premiers livres de la trilogie The Bass Reeves Trilogy de Sidney Thompson (en) : Follow the Angels, Follow the Doves et Hell on the Border.
La série est ensuite rebaptisée Lawmen: Bass Reeves dans l'idée d'en faire une anthologie sur divers lawmen (« hommes de loi »).

### Attribution des rôles
Dennis Quaid est annoncé en janvier 2023. Forrest Goodluck, Lauren E. Banks et Barry Pepper le rejoignent le mois suivant,, puis Grantham Coleman et Demi Singleton en mars,.
Garrett Hedlund rejoint ensuite la série. En avril 2023, Donald Sutherland, Joaquina Kalukango, Lonnie Chavis, Rob Morgan, Ryan O'Nan, Justin Hurtt-Dunkley ou encore Shea Whigham sont annoncés dans des rôles récurrents.

### Tournage
Le tournage débute à Fort Worth au Texas en octobre 2022,. Les prises de vues s'achèvent en juin 2023.